# Echo uniformis
Echo uniformis är en trollsländeart som beskrevs av Selys 1879. Echo uniformis ingår i släktet Echo och familjen jungfrusländor. IUCN kategoriserar arten globalt som livskraftig. Inga underarter finns listade i Catalogue of Life.